# Región del Volga
No debe confundirse con la Región económica del Volga.
No debe confundirse con el Distrito federal del Volga.

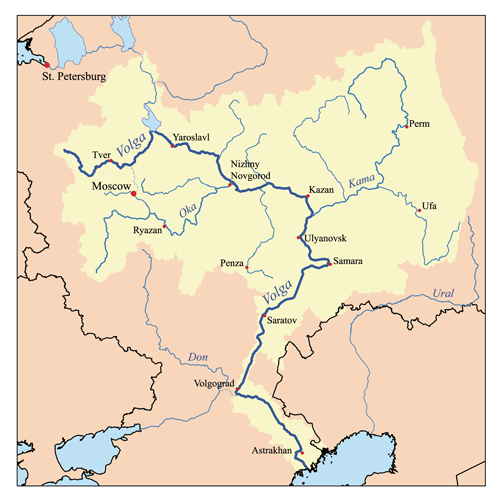
Cuenca del Volga.

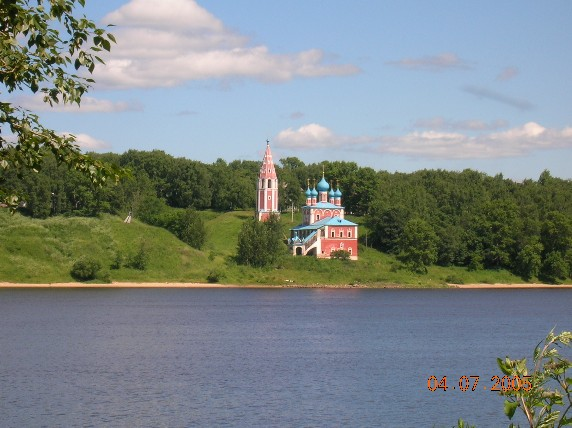
Paisaje del Volga Alto.

Povolzhie (en ruso: Поволжье, Povolzhie) es una región económica y geográfica situada junto al curso del río Volga, en Rusia. En la región se puede distinguir la relativamente elevada meseta del Volga, en la orilla derecha del río, y la región de Transvolga o Zavolzhie, en la orilla izquierda. Históricamente ha pertenecido a la Bulgaria del Volga, a Cumania, a la Horda de Oro y a la Rus. Geográfica e históricamente se ha dividido en las siguientes regiones:
- Pokamie ("Región del Kama").
- Vérjneye Povolzhie("Volga Alto"): Comprende desde la fuente del Volga hasta la desembocadura del Oká, óblast de Yaroslavl, óblast de Kostromá, óblast de Ivánovo, óblast de Nizhni Nóvgorod y república de Chuvasia.
- Srédneye Povolzhie ("Volga Medio"): Óblast de Uliánovsk, óblast de Penza, óblast de Samara y república de Tartaristán.
- Nizhneye Povolzhie ("Volga Bajo"): Óblast de Sarátov, óblast de Volgogrado, óblast de Astracán y república de Kalmukia.

El relieve es en general plano, y en él predominan las tierras bajas y las mesetas. Los veranos son cálidos (la temperatura media en julio es de 22-25 °C), mientras que los inviernos son fríos con medias de -10 °C y -15 °C en enero y febrero. La cantidad media anual de precipitaciones es de 500-600 mm en el norte y de 200-300 mm en el sur.
Cabe distinguir cuatro zonas naturales: la zona de bosque mixto (Tartaristán), estepas boscosas (Samara, Penza y Uliánovsk), estepa (Sarátov y Volgogrado) y semidesierto (Astracán y Kalmukia). En la región meridional son característicos los fuertes vientos cálidos cargados de tierra entre abril y octubre.